# NGC 5689
NGC 5689 (другие обозначения — UGC 9399, MCG 8-27-4, ZWG 248.10, IRAS14337+4857, PGC 52154) — галактика в созвездии Волопас.
Большая яркая спиральная галактика, спутником которой является NGC 5682, рядом обнаружен квазар. Выявлено, что это не случайная конфигурация объектов, аналогичную структуру имеют NGC 7171 со спутником IC 1417 рядом с которыми так же был открыт квазар.
Этот объект входит в число перечисленных в оригинальной редакции «Нового общего каталога».